# Ferme de Bevay
La ferme de Bevay est une ferme située à Beaupont, en France.

## Localisation
La ferme est située dans le département français de l'Ain, sur la commune de Beaupont.

## Historique
L'édifice est inscrit au titre des monuments historiques en 1944.